# Ретюнское сельское поселение
Ретю́нское се́льское поселе́ние — муниципальное образование в составе Лужского муниципального района Ленинградской области России.
Административный центр — деревня Ретюнь.

## География
Поселение расположено в южной части района.
Общая площадь земель Ретюнского сельского поселения — 15 030,5 га
Граничит:
- на севере — со Скребловским сельским поселением
- на востоке — с Володарским сельским поселением
- на юге — с Псковской областью
- на западе — с Серебрянским сельским поселением

По территории поселения проходят автодороги:
- Р23 «Псков» (E 95, Санкт-Петербург — граница с Белоруссией)
- 41К-145 (Ретюнь — Сара-Лог)
- 41К-668 (Ретюнь — Поддубье)
- 41К-681 (Киевское шоссе — Крени)
- 41К-691 (Шильцево — Лопанец)
- 41К-692 (Крени — Большие Озерцы)

Расстояние от административного центра поселения до районного центра — 20 км.

## История

### Предыстория
До 1917 года территория нынешнего поселения находилась в Городецкой (Буяны, Волосковичи, Жглино, Лопанец, Немолва, Ретюнь, Червищи, Шильцево и др.) и Поддубской (Березицы, Большие Озерцы, Бор, Витово, Зуево, Илемцы, Крени, Малые Озерцы, Мокрово, Парищи, Поддубье, Юбры и др.) волостях Лужского уезда.
В 1917 году были созданы сельсоветы почти у каждого населенного пункта: Поддубский (Поддубье), Шильцевский (Шильцево, Лопанец), Парищский (Парищи, Березицы), Боровский (Бор), Витовский (Витово, Волосковичи), Мокровский (Мокрово), Жглинский (Жглино), Кренский (Крени), Буянский (Буяны, Немолва, Червищи), Озерецкий (Большие и Малые Озерцы), Ретюнский (Ретюнь), Юберский (Юбры).
В течение 20-х годов административно-территориальное деление менялось много раз, сельсоветы и волости укрупнялись и разукрупнялись. К 1930 году многие сельсоветы были объединены.
С 1 августа 1927 года было отменено деление на волости и уезды. Последние были упразднены, а их территории вошли в состав новообразованных районов. Административно-территориальное деление стало трехуровневым. Территория нынешнего поселения вошла в состав Лужского района Ленинградской области.
К 1 ноября 1928 года территория нынешнего поселения находилась в Шильцевском (Шильцево, Буяны, Витово, Волосковичи, Лопанец, Немолва, Ретюнь, Червищи), Поддубском (Поддубье, Березицы, Бор, Большие и Малые Озерцы, Крени, Мокрово, Парищи, Юбры) и Городецком (Жглино и др.) сельсоветах.
5 декабря 1936 года принята Конституция СССР, на основании которой вводились прямые выборы. В процессе избирательной кампании 24 декабря 1939 года в местные Советы была сформирована система Советов депутатов трудящихся. В связи с этим Шильцевский сельский Совет рабочих, крестьянских и красноармейских депутатов был переименован в Шильцевский сельский Совет депутатов трудящихся.
С августа 1941 года по февраль 1944 года территория находилась под немецко-фашистской оккупацией и деятельность сельсоветов была временно прекращена. С февраля 1944 года сельсоветы вновь начали свою работу.
31 декабря 1970 года произошло объединение Шильцевского и Поддубского сельсоветов с центром в деревне Ретюнь. С 7 октября 1977 года Шильцевский сельский Совет депутатов трудящихся был переименован в Шильцевский сельский Совет народных депутатов.
В 1987 году Шильцевский сельский Совет народных депутатов был переименован в Ретюнский сельский Совет народных депутатов Решением Леноблисполкома от 21.12.1987 № 528.
18 января 1994 года постановлением главы администрации Ленинградской области № 10 «Об изменениях административно-территориального устройства районов Ленинградской области» Ретюнский сельсовет, также как и все другие сельсоветы области, был преобразован в Ретюнскую волость.

### Образование сельского поселения
1 января 2006 года в соответствии с областным законом № 65-оз от 28 сентября 2004 года «Об установлении границ и наделении соответствующим статусом муниципального образования Лужский муниципальный район и муниципальных образований в его составе» было образовано Ретюнское сельское поселение, в состав которого вошла территория бывшей Ретюнской волости и деревня Жглино бывшей Межозерной волости.

## Население
| 2006  | 2010  | 2011  | 2012  | 2013  | 2014  | 2015  |
| ----- | ----- | ----- | ----- | ----- | ----- | ----- |
| 2000  | ↘1943 | ↘1935 | ↗1973 | →1973 | ↗1995 | ↘1984 |
| 2016  | 2017  | 2018  | 2019  | 2020  | 2021  | 2023  |
| ↘1965 | ↘1938 | ↗1941 | ↘1910 | ↘1859 | ↘1818 | ↘1788 |
| 2024  | 2025  |       |       |       |       |       |
| ↘1763 | ↘1728 |       |       |       |       |       |

## Состав сельского поселения
На территории поселения находится 20 деревень:
| №  | Населённый пункт | Тип населённого пункта          | Население    |
| -- | ---------------- | ------------------------------- | ------------ |
| 1  | Березицы         | деревня                         | ↘50 (2017)   |
| 2  | Большие Озерцы   | деревня                         | ↗46 (2017)   |
| 3  | Бор              | деревня                         | ↘11 (2017)   |
| 4  | Буяны            | деревня                         | ↘0 (2017)    |
| 5  | Витово           | деревня                         | ↘6 (2017)    |
| 6  | Волосковичи      | деревня                         | →7 (2017)    |
| 7  | Елемцы           | деревня                         | ↗3 (2017)    |
| 8  | Жглино           | деревня                         | ↗28 (2017)   |
| 9  | Зуево            | деревня                         | ↘0 (2017)    |
| 10 | Крени            | деревня                         | ↗49 (2017)   |
| 11 | Лопанец          | деревня                         | ↗13 (2017)   |
| 12 | Малые Озерцы     | деревня                         | ↘18 (2017)   |
| 13 | Мокрово          | деревня                         | ↗8 (2017)    |
| 14 | Немолва          | деревня                         | ↗13 (2017)   |
| 15 | Парищи           | деревня                         | ↘4 (2017)    |
| 16 | Поддубье         | деревня                         | ↗67 (2017)   |
| 17 | Ретюнь           | деревня, административный центр | ↘1394 (2017) |
| 18 | Червищи          | деревня                         | ↘1 (2017)    |
| 19 | Шильцево         | деревня                         | ↗101 (2017)  |
| 20 | Юбры             | деревня                         | →7 (2017)    |